# Tunel kolejowo-drogowy w Gdańsku
Tunel kolejowo-drogowy w Gdańsku – tunel w Gdańsku, położony w Śródmieściu. Odbywa się w nim ruch kolejowy i drogowy.

## Opis obiektu
Tunel o długości ok. 400 metrów i szerokości 26 metrów, powstały poprzez przykrycie istniejącego torowiska w wykopie żelbetową płytą, opierającą się na filarach. Przed północnym wlotem do tunelu znajduje się stacja Gdańsk Główny, a przed południowym wlotem przystanek osobowy Gdańsk Śródmieście, natomiast nad tunelem znajduje się centrum handlowe Forum Gdańsk. Budowa tunelu była elementem budowy centrum handlowego oraz przystanku SKM.
W tunelu przebiegają: linia kolejowa nr 9 Warszawa-Gdańsk oraz linia kolejowa nr 250 (Szybkiej Kolei Miejskiej). Tunelem biegnie także nienazwana ulica, która była roboczo nazywana „Nowym Podwalem Grodzkim”. Droga ta rozpoczyna się przed północnym wlotem do tunelu, skrzyżowaniem z ul. Podwale Grodzkie, a kończy za skrzyżowaniem z ulicami Okopową i Toruńską.
Budowa tunelu rozpoczęła się w 2015 r., a ostateczne odbiory miały miejsce w 2018 roku. Prace budowlane były prowadzone pomimo ruchu pociągów dalekobieżnych. Pierwsze pociągi Szybkiej Kolei Miejskiej zaczęły rozkładowo kursować przez tunel 1 kwietnia 2015 r. Dla samochodów, tunel otwarto 1 czerwca 2018 r.